# Karma (Kaos)
Karma è il terzo album in studio del rapper italiano Kaos, pubblicato l'11 ottobre 2007 dalla Trix Records.

## Descrizione
Prodotto a livello esecutivo da DJ Trix e con le collaborazioni di Moddi MC, Turi, i Colle der Fomento e i Club Dogo, per la parte musicale Kaos One si è affidato principalmente a Don Joe e Shablo.
La copertina del disco a sfondo monocromo, presenta in basso un uccello, probabilmente un passero, su filo spinato di tipo a lamina o americano. Questa immagine è tratta da una fotografia di Kevin Collins presente su Flickr e pubblicata sotto licenza Creative Commons. A sinistra è presente una grande lettera "K" mentre a destra, sopra il passero la scritta "Kaos | kARMA" che fa riferimento ovviamente al karma scritto in modo da far risaltare anche la parola "arma".

## Tracce
1. Intro – 1:28
2. Uno – 4:01
3. La zona morta – 3:57
4. Il 6° senso (feat. Club Dogo) – 3:58
5. Pandemia – 3:30
6. Mu-Sick (feat. Turi) – 3:26
7. kARMA – 1:35
8. Algoritmi – 4:55
9. Firewire (feat. Colle der Fomento) – 4:17
10. Blah Blah – 3:58
11. D.C.V.D. (feat. Moddi MC) – 3:20
12. Insomnia – 4:02
13. Il 6° senso (Remix) (feat. Club Dogo) – 4:05
14. Fine – 5:27